# Pichonia daenikeri
Pichonia daenikeri là một loài thực vật có hoa trong họ Hồng xiêm. Loài này được (Aubrév.) Swenson, Bartish & Munzinger mô tả khoa học đầu tiên năm 2007.